# Horace Annesley Vachell
Pour les articles homonymes, voir Vachell.
Horace Annesley Vachell (20 octobre 1861 à Sydenham, Kent, Angleterre - 10 janvier 1955 dans le Somerset, Angleterre) est un écrivain anglais. On lui doit une prolifique production littéraire sous la forme de romans, des pièces de théâtre, de nouvelles, d'essais et d'autobiographies.

## Biographie
Horace Annesley Vachell naît à Sydenham dans le comté de Kent en Angleterre le 30 octobre 1861. Il suit une formation à Harrow School puis à l'Académie royale militaire de Sandhurst . Après un court passage dans les forces armées britanniques, il se rend en Californie où il devient partenaire d'affaires dans un ranch. Il épouse Lydie Phillips, la fille de son associé. Sa femme meurt après avoir mis au monde leur deuxième enfant en 1895.
En 1900, Vachell retourne en Angleterre, où il rédigera plus de 50 ouvrages de fiction, dont The Hill (1905), qui obtiendra un succès populaire, qui raconte une vie idéalisée à Harrow School et l'amitié de deux garçons. Vachell rédigera également 14 pièces de théâtre. La mieux connue de son vivant est Quinneys (1914), qui servira d'inspiration au film Quinneys (1927). La pièce est dans un premier temps publiée sous la forme d'un livre en 1914. Ce serait « un livre sur l'amitié, de personnalités humaines pittoresques se déroulant dans une boutique de fausses antiquités mais avec un amour sincère, ». Une autre pièce, The Case of Lady Camber (1915), inspirera le film Lord Camber's Ladies (1932), produit par Alfred Hitchcock mais pas sous sa direction. Elle sera plus tard adapté pour le film The Story of Shirley Yorke. Vachell publiera sa dernière autobiographie, More from Methuselah (1951), le jour de son 90e anniversaire. 
Parmi ses ouvrages de fiction, il a écrit des histoires se déroulant dans les ranchs (comme Bunch Grass paru en 1912), mais la majeure partie de sa production se concentre sur un style de vie britannique confortable, un écho de sa jolie et vieille maison près de Bath dans le Somerset, ainsi que de ses manières et de son habillement raffinés mais surannés. 
Vachell meurt le 10 janvier 1955 dans le Somerset.
Il était membre de la Royal Society of Literature. Il aurait introduit le polo dans le Sud de la Californie.

## Œuvres

### Romans
- 1912 : Bunch Grass
- 1915 : The Hill

### Pièces de théâtre
- 1914 : Quinneys
- 1915 : The Case of Lady Camber

### Non-fiction
- Distant fields : a writer's autobiography, London, Ontario, Toronto Cassell and Co., 1937 (OCLC 13579100)
- Now came still evening on, Toronto, Cassell, 1946 (OCLC 2076631)
- Twilight Grey, London, Cassell, 1948 (OCLC 1351422)
- 1951 : More from Methuselah

### Citations originales
1. ↑  (en) « a book of friends; of quaint human characters against the background of a shop for faked antiques and genuine love »